# Sabel Jessajan

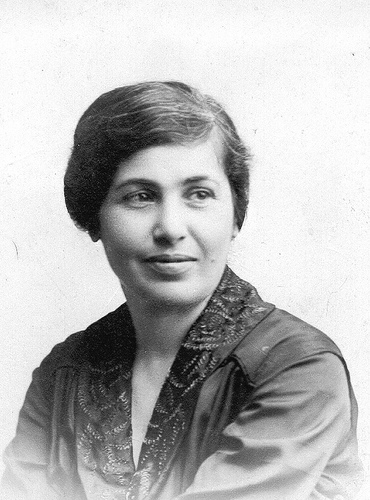
Sabel Jessajan (1915)

Sabel Jessajan (armenisch Զապէլ Եսայեան, * 4. Februar 1878 in Üsküdar, Istanbul, Osmanisches Reich; † 1943 in Sibirien, Sowjetunion) war eine armenische Romanautorin, Dichterin und Übersetzerin. Sie war Zeitzeugin des Völkermords an den Armeniern in der Türkei und wurde Opfer der Stalinistischen Säuberungen in Russland.

## Leben
Jessajan wurde in der Nacht auf den 4. Februar 1878 als Sabel Howhannessian, Tochter des Mgrditsch Hovhannessian in Üsküdar während des Russisch-Osmanischen Krieges geboren. Ihr Geburtshaus war ein rötliches, zweistöckiges Holzgebäude. Sie besuchte die örtliche Surp Haç Ermeni Lisesi. Sie studierte Literatur und Philosophie an der Sorbonne. Nachdem sie von der französischen romantischen Bewegung und der armenischen Literaturszene inspiriert wurde, begann sie mit dem Schreiben. Ihr erstes Prosagedicht ("Nachtlied") erschien 1895 in der Zeitschrift Zaghik (Blume). Sie veröffentlichte Kurzgeschichten, literarische Essays, Artikel und Übersetzungen (sowohl auf Französisch, als auch auf Armenisch) in Magazinen wie der Mercure de France, Massis, Anahit und Arevelian Mamoul (Östliche Presse).
Nach der Jungtürkischen Revolution 1908 kehrte Jesajan nach Istanbul zurück. Im Jahre 1909 ging sie nach Kilikien und veröffentlichte eine Reihe von Artikeln zur Bekanntmachung der Adana-Massaker an der armenischen Minderheit. Das Schicksal der Armenier in Kilikien ist auch das Thema in ihrem Buch Averagneru Mech (Unter Ruinen; Istanbul 1911), dem Roman The Curse (1911) und den Kurzgeschichten Safieh (1911) sowie Die neue Brücke (1911).
1918 arbeitete sie im Mittleren Osten, wo sie die Wiederansiedlung der überlebenden Flüchtlinge und Waisen organisierte. In diese Periode gehören auch die Romane Verchin Pajagi und Hokis Aksoryal, wo sie die vielen Ungerechtigkeiten beschreibt, die sie erleben musste. Im Roman Retreating Forces (1923) beschreibt sie die gesellschaftlichen und politischen Bedingungen ihrer Zeit. Sie besuchte Armenien 1926 und veröffentlichte kurz darauf ihre Eindrücke in Prometheus Unchained (Marseille 1928).
1933 ließ sie sich in Sowjetarmenien nieder und nahm 1934 am ersten Kongress des Schriftstellerverbandes der UdSSR in Moskau teil. In diese Periode gehören auch eine Novelle und ihr erstes autobiografisches Buch Silihdari Bardeznere (Die Gärten von Silihdar; Jerewan 1935). Sie begann, französische und armenische Literatur an der Jerewaner Staatsuniversität zu unterrichten.
Während der Großen Säuberung wurde sie des „Nationalismus“ bezichtigt, 1937 festgenommen und unter unbekannten Umständen in Sibirien getötet.

## Werke in deutscher Sprache
- Meine Seele im Exil. Novelle. Übersetzt von Christina Tremmel-Turan und Tevfik Turan. Engelschoff: Verlag auf dem Ruffel, 2023. ISBN 978-3-933847-78-2
- Die Gärten von Silihdar. Memoiren. Übersetzt von Vera Turan. Engelschoff: Verlag auf dem Ruffel (in Vorbereitung).